# The Safety Curtain
The Safety Curtain è un film muto del 1918 diretto da Sidney A. Franklin.

## Trama
A Londra, in un teatro di music hall scoppia un incendio e una delle ballerine, Puck, viene salvata dal capitano Merryon, che si trova nella capitale inglese durante un periodo di congedo dal suo incarico in India. I due si innamorano e Puck, che è sposata, accetta di partire per l'India con il capitano perché spera che la notizia della morte del marito, che sembra perito nell'incendio, possa essere vera.
In India, i due filano d'amore e d'accordo, ma improvvisamente compare un vecchio corteggiatore londinese di Puck, Sylvester, che ricatta la donna dicendole che rovinerà la carriera di Merryon se lei non gli cederà. La sua arma di ricatto è proprio Vulcan, il marito di Puck, che è ancora vivo e che si trova in quel momento a Bombay. Puck decide di andare dal marito e, prima di andarsene, lascia un biglietto dal capitano.
Nella capanna dove vive Vulcan, Puck scopre che quest'ultimo ha contratto il colera. L'uomo tenta di aggredirla, ma il male ha la meglio su di lui che cade a terra morto. In quel momento sopraggiunge Merryon che prende tra le braccia la donna che ama.

## Produzione
Il film fu prodotto dalla Norma Talmadge Film Corporation.

## Distribuzione
Distribuito dalla Select Pictures Corporation, il film - presentato da Joseph M. Schenck - uscì nelle sale cinematografiche USA il 10 luglio 1918. In Francia fu distribuito il 19 dicembre 1919 con il titolo Les Hirondelles.
Copie della pellicola sono conservate negli archivi dell'UCLA Film and Television Archive e in quelli dell'EYE Film Instituut Nederland.